# Epicauta chalybea
Epicauta chalybea is een keversoort uit de familie van oliekevers (Meloidae). De wetenschappelijke naam van de soort is voor het eerst geldig gepubliceerd in 1843 door Erichson.